# モーイオ・デ・カルヴィ
モーイオ・デ・カルヴィ（伊: Moio de' Calvi  ( 音声ファイル)）は、イタリア共和国ロンバルディア州ベルガモ県にある、人口約200人の基礎自治体（コムーネ）。

## 地理

### 位置・広がり
ベルガモ県北部のコムーネ。県都ベルガモから北へ28km、州都ミラノから北東へ67kmの距離にある。

#### 隣接コムーネ
隣接するコムーネは以下の通り。
- イーゾラ・ディ・フォンドラ
- レンナ
- ピアッツァトッレ
- ピアッツォーロ
- ロンコベッロ
- ヴァルネグラ

### 地震分類
イタリアの地震リスク階級 (it) では、3 に分類される
。

## 行政

### 山岳部共同体
広域行政組織である山岳部共同体「ヴァッレ・ブレンバーナ山岳部共同体」 (it:Comunità montana della Valle Brembana) （事務所所在地: ピアッツァ・ブレンバーナ）を構成するコムーネの一つである。